# Проскурівський повіт
Проскурівський повіт — історична адміністративно-територіальна одиниця Подільської губернії Російської імперії. Повітовий центр — місто Проскурів.
Повіт займав північно-західний кут губернії. На сході межував з Летичівським, на півдні Ушицьким і Кам'янецьким повітами Подільської губернії, на заході з Бессарабською губернією і з Старокостянтинівським повітом Волинської губернії на півночі. Займав площу 238 646 десятин (2 607 км²).
Згідно з переписом населення Російської імперії 1897 року в повіті проживало 226 091 чоловік. З них 78,15% — українці, 12,07% — євреї, 2,91% — росіяни, 6,42% — поляки.
Не рахуючи дрібних хуторів в повіті було 187 поселень, в тому числі 1 місто і 8 містечок: Кузьмин, Сатанів, Чорний Острів, Ярмолинці, Миколаїв, Тарноруда, Фельштин і Шарівка.
Повіт поділявся на 10 волостей: Кузьминська, Малиницька, Пашківецька, Сарнівська, Третельницька, Фельштинська, Чорноострівська, Шарівська, Юринецька, Ярмолинецька.